# Суханов Ігор Анатолійович
Ігор Анатолійович Суханов (рос. Игорь Анатольевич Суханов; 26 листопада 1990, Білоусово, Витегорський район, Вологодська область, РРФСР — 4 червня 2023, Україна) — російський офіцер, лейтенант ЗС РФ (грудень 2022). Герой Російської Федерації.

## Біографія
В 2009 році закінчив Білоусівську основну загальноосвітню школу і був призваний в армію. В 2010 році звільнений в запас. В 2011/14 роках навчався в Рязанському повітрянодесантному командному училищі, після чого отримав звання прапорщика і був призначений заступником командира розвідувальної групи 2-ї окремої бригади спецпризначення. З 24 лютого 2022 року брав участь у вторгненні в Україну, командир розвідувальної групи своєї бригади. Загинув у бою. 14 червня 2023 року був похований на Анхімовському цвинтарі Витегорського району.

## Нагороди
- Орден Мужності — нагороджений тричі.
- Медаль «За військову доблесть» 2-го ступеня
- Медаль «За відзнаку у військовій службі» 3-го ступеня (10 років)
- Звання «Герой Російської Федерації» (18 вересня 2023, посмертно) — «за мужність і героїзм, проявлені під час виконання військового обов'язку.» Був предсатвлений до нагородження в травні 2023 року. 6 жовтня медаль «Золота зірка» була вручена рідним Суханова губернатором Псковської області Михайлом Ведерниковим.